# Чемпионат Украины по футболу 2005/2006 — золотой матч
«Золотой матч» чемпионата Украины по футболу 2006 — футбольный матч, который состоялся 14 мая 2006 года, на стадионе «Металлург» в городе Кривой Рог, в котором определился победитель пятнадцатого чемпионата Украины по футболу.
По итогам сезона 2005/2006 киевское «Динамо» и донецкий «Шахтёр» набрали равное количество очков — по 75. Согласно регламенту в таких случаях должен был проводится дополнительный, «золотой», матч для определения чемпиона страны.

## История взаимоотношений
На 2006 год «Динамо» и «Шахтёр» доминировали в украинском футболе, практически не имея конкуренции. Встреча между ними была наиболее ожидаемой игрой сезона и получила статус «украинского дерби».
До этого матча команды встречались между собой в чемпионате Украины 28 раз. 13 раз побеждали киевляне, 6 раз — «горняки», 9 раз была зафиксирована ничья. Общая разница голов 45:32 в пользу «Динамо». Наиболее популярный счёт — 1:1, 2:1 и 3:1 (по 4 раза). Последний раз между собой команды встречались за 4 дня до «золотого матча», 10 мая 2006 года, на стадионе «Динамо» имени В. В. Лобановского в Киеве. Матч закончился со счётом 2:2. За «Динамо» отличились Максим Шацких и Артём Милевский, за «Шахтёр» — Дмитрий Чигринский и Жадсон.

## Турнирное положение команд после 30-го тура
| М | Команда             | И  | В  | Н | П  | Мячи    | ±   | О  | Примечания                |
| - | ------------------- | -- | -- | - | -- | ------- | --- | -- | ------------------------- |
| - | «Шахтёр» Донецк     | 30 | 23 | 6 | 1  | 64 − 14 | +50 | 75 | Участие в «золотом матче» |
| - | «Динамо» Киев       | 30 | 23 | 6 | 1  | 68 − 20 | +48 | 75 | Участие в «золотом матче» |
| 3 | «Черноморец» Одесса | 30 | 13 | 6 | 11 | 36 − 31 | +5  | 45 |                           |

Соперники оторвались от ближайшего преследователя на 30 очков. Обе команды проиграли всего по одному матчу в сезоне («Шахтёр» — «Динамо», в Донецке, 7 ноября 2005 года, со счётом 0:1, а «Динамо» — «Днепру», в Киеве, 17 апреля 2006 года, со счётом 0:2). За 12 дней до матча, 2 мая, «Динамо» стало обладателем кубка Украины, обыграв в финале запорожский «Металлург» со счётом 1:0. «Шахтёр», в том сезоне, выбыл из кубка на стадии 1/8 финала, уступив львовским «Карпатам».

## Перед матчем
Обслуживать матч была приглашена словацкая бригада арбитров, во главе с опытным судьёй Любошем Михелом.
Перед матчем Мирча Луческу столкнулся с кадровыми проблемами. Один из ключевых игроков «Шахтёра», Матузалем, получил травму в предыдущем матче в Киеве, а Жадсон не мог помочь команде из-за дисквалификации в связи с перебором жёлтых карточек. Их места на поле заняли Элано и Фернандиньо. Анатолий Демьяненко таких проблем не имел, однако сделав выводы из противостояния четырёхдневной давности, когда «Динамо» упустило чемпионство, выигрывая по ходу встречи с «Шахтёром» 2:0, тренер решил сделать перестановки в составе, оставив на скамейке запасных Несмачного, Белькевича и Милевского.

## Отчёт о матче
| «Шахтёр»                  | 2 – 1 (доп. вр.) | «Динамо»    |
| ------------------------- | ---------------- | ----------- |
| Марика 60′ · Агахова 100′ | протокол         | 80′ Родолфо |

| «Шахтёр» · Донецк | «Динамо» · Киев |

| Шахтёр:       |    |                     |      |      |
|               |    |                     |      |      |
| ВР            | 35 | Богдан Шуст         |      |      |
| ЗЩ            | 33 | Дарио Срна          |      |      |
| ЗЩ            | 27 | Дмитрий Чигринский  |      |      |
| ЗЩ            | 3  | Томаш Хюбшман       | 58'  | 91'  |
| ЗЩ            | 26 | Разван Рац          |      |      |
| ПЗ            | 36 | Элано               | 21'  | 73'  |
| ПЗ            | 4  | Анатолий Тимощук    |      |      |
| ПЗ            | 18 | Мариуш Левандовский |      |      |
| ПЗ            | 7  | Фернандиньо         |      |      |
| НП            | 29 | Чиприан Марика      | 60′  | 80'  |
| НП            | 25 | Брандао             | 118' |      |
| Запасные:     |    |                     |      |      |
| ПЗ            | 6  | Игор Дуляй          | 73'  | 120' |
| ЗЩ            | 8  | Леонардо            |      |      |
| ЗЩ            | 13 | Вячеслав Шевчук     |      |      |
| ЗЩ            | 14 | Флавиус Стойкан     | 91'  |      |
| ВР            | 16 | Ян Лаштувка         |      |      |
| НП            | 17 | Джулиус Агахова     | 80'  | 100′ |
| НП            | 20 | Алексей Белик       |      |      |
| Тренер:       |    |                     |      |      |
| Мирча Луческу |    |                     |      |      |

| Динамо:             |    |                      |      |      |
|                     |    |                      |      |      |
| ВР                  | 1  | Александр Шовковский |      |      |
| ЗЩ                  | 3  | Сергей Фёдоров       |      |      |
| ПЗ                  | 5  | Сергей Ребров        | 101' |      |
| НП                  | 9  | Клебер               | 45'  |      |
| ПЗ                  | 14 | Руслан Ротань        |      | 111' |
| НП                  | 16 | Максим Шацких        |      |      |
| ПЗ                  | 20 | Олег Гусев           |      |      |
| ЗЩ                  | 27 | Владислав Ващук      |      |      |
| ЗЩ                  | 30 | Бадр Эль-Каддури     | 119' |      |
| ПЗ                  | 32 | Горан Гавранчич      |      | 55'  |
| ЗЩ                  | 33 | Андрей Ещенко        |      | 68'  |
| Запасные:           |    |                      |      |      |
| ЗЩ                  | 4  | Родолфо              | 55'  | 80′  |
| ПЗ                  | 8  | Валентин Белькевич   | 111' |      |
| НП                  | 15 | Диого Ринкон         |      |      |
| НП                  | 23 | Марис Верпаковскис   |      |      |
| НП                  | 25 | Артём Милевский      | 68'  | 82'  |
| ЗЩ                  | 26 | Андрей Несмачный     |      |      |
| ВР                  | 55 | Александр Рыбка      |      |      |
| Тренер:             |    |                      |      |      |
| Анатолий Демьяненко |    |                      |      |      |

| Судейская бригада - Ассистенты: - Мартин Балко - Томаш Мокос - Четвёртый: Владимир Гриняк - Делегат ФФУ: Пётр Кобичик (Черновцы) | Регламент матча - 90 минут основного времени - 30 минут дополнительного времени, если по истечении основного времени счёт равный - Пенальти, если по истечении основного и дополнительного времени счёт равный - Семь игроков на замене. - Максимум 3 замены |

## Ход матча
Матч проходил в напряжённой борьбе, однако в первом тайме оборона преобладала над атакой и каких-либо опасных моментов не возникало, но незначительное территориальное преимущество было на стороне «Шахтёра». С началом второй половины матча обе команды начали действовать агрессивнее. На 60 минуте, после атаки «Шахтёра», с участием Элано и Марики мяч 2 раза попадает в штангу, после чего снова оказывается у Элано, который обыгрывает Эль-Каддури и выдаёт мягкую подачу на голову Чиприана Марики, который переправляет мяч в ворота. Пропустив гол «Динамо» пошло вперёд. На 68-й минуте Демьяненко пошёл ва-банк, выпустив вместо защитника Ещенко форварда Милевского, а Луческу усилил защиту, выпустив Дуляя вместо Элано. «Динамо» создавало момент за моментом, опасно пробивали Гусев и Милевский. На 80-й минуте Родолфо получил мяч в штрафной площади «Шахтёра» и пробил в дальний от Шуста угол, сравняв счёт. До конца основного времени «Динамо» имело ещё несколько опасных моментов, однако свисток Михела зафиксировал ничью по истечении 90 минут.
С началом дополнительного времени игра выровнялась, опасные моменты возникали у обеих ворот. На 100-й минуте подачу Фернандиньо с углового замкнул головой Джулиус Агахова. Пропустив мяч «Динамо» снова пошло вперёд, упустив несколько опаснейших моментов (в частности, на последней минуте матча опасно головой пробивал Родолфо, но не попал в створ ворот), однако счёт остался неизменным. «Шахтёр» победил в этом матче, став в третий раз (второй раз подряд) чемпионом Украины.

## Статистика
| «Шахтёр» | Показатель          | «Динамо» |
| -------- | ------------------- | -------- |
| 2        | Голы                | 1        |
| 11       | Удары по воротам    | 16       |
| 5        | Удары в створ ворот | 2        |
| 3        | Угловые             | 8        |
| 0        | Офсайды             | 0        |
| 4        | Жёлтые карточки     | 4        |
| 0        | Красные карточки    | 0        |